# Wiesener Viadukt
Der Wiesener Viadukt ist eine Eisenbahnbrücke südlich von Davos Wiesen im Schweizer Kanton Graubünden. Über diese Brücke führt die Bahnstrecke Davos Platz–Filisur, die von der Rhätischen Bahn (RhB) betrieben wird. Sie ist die höchste Brücke der RhB.

## Lage
Der Viadukt überspannt den kleinen Fluss Landwasser nur 300 m südwestlich der Station Wiesen und hat an der Südseite einen abgetrennten Fussgängersteg, über den man nach Filisur gelangt. Am westlichen Ende des Viadukts ist eine funktionslose Hippsche Wendescheibe erhalten. Drei Kilometer westlich liegt an der Albulabahn der bekanntere Landwasserviadukt.

## Geschichte
Das Wiesener Viadukt wurde vom damaligen Oberingenieur der RhB Friedrich Hennings entworfen, der Bau wurde von Seiten der RhB von Oberingenieur Peter Saluz sowie dem Ingenieur Hans Studer geleitet. Die Arbeiten wurden an Froté, Westermann & Cie in Zürich vergeben, welche im Oktober 1906 mit den Arbeiten begann. Von Seiten des Auftragnehmers leitete G. Marasi die Arbeiten. Im Februar 1908 wurden diese an die Arbeitsgemeinschaft Davos-Filisur übertragen.
Ursprünglich schlug die RhB vor, ein stählernes Lehrgerüst in Form eines Dreigelenkbogens zu errichten, das mit Hilfe einer hängebrückenartigen, an den Pfeilern befestigten Konstruktion erstellt worden wäre. Diese Konstruktion hätte verlangt, dass zuerst die Pfeiler vollständig aufgemauert worden wären. Weil der Bau aber im Verzug war, entschied man sich für die Ausführung des von G. Marasi vorgeschlagenen Lehrgerüsts aus Holz. Dieses Gerüst war zwar teurer als die Ausführung in Stahl, konnte aber ohne Abwarten der Aufmauerung der Pfeiler erstellt werden. Es wurde im Freivorbau ausgehend von den Fusspunkten der Pfeiler gebaut und verschlang rund 600 m³ Holz. Das Gerüst wurde vom Bündner Zimmermann Richard Coray zusammen mit 12 Zimmerleuten erstellt, wobei der Vorplatz des Bahnhofs Wiesen zum Abbinden der Balken genutzt wurde. Das Gerüst war am 1. Juli 1908 fertiggestellt. Es kostete 22'500 Franken.
Der Bogen wurde zuerst auf beiden Seiten bis 35°, gemessen von der Horizontalen, aufgemauert, und die verbleibende Lücke wurde in drei Lagen aufgemauert. Dieses Vorgehen wurde gewählt, um das Lehrgerüst möglichst wenig zu belasten. Die erste Lage war so dünn gestaltet, dass sie nur sich selbst und die darüberliegende zweite Lage tragen konnte. Die Lagen wurden von mehreren Punkten aus gleichzeitig gemauert, womit verhindert werden konnte, dass sich das Lehrgerüst verformt. Einzig die letzte Lage wurde von unten nach oben aufgemauert.
Vor dem Wintereinbruch 1908 waren die wichtigsten Arbeiten fertiggestellt. Im Frühjahr wurde das Bauwerk noch mit einem Fussgängersteg versehen; er wurde auf Wunsch der Gemeinden Davos und Filisur angebracht, welche sich auch an den Kosten beteiligten.

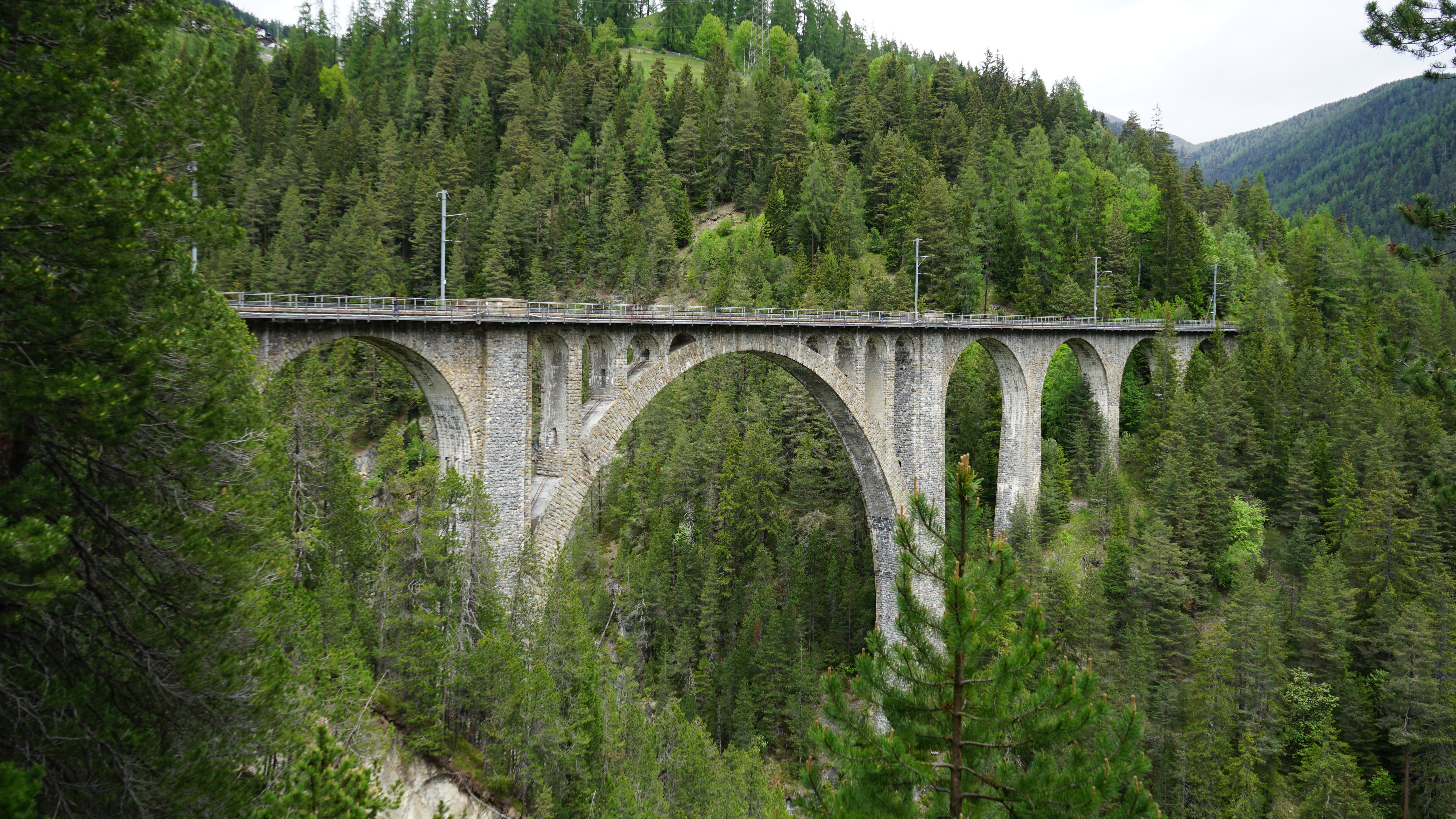

Mit der Eröffnung der Bahnlinie am 1. Juli 1909 wurde der 324'000 Franken teure Viadukt in Betrieb genommen.
Der Viadukt inspirierte den deutschen Maler Ernst Ludwig Kirchner zu seinem Gemälde Die Brücke bei Wiesen, das er 1926 fertigstellte.

## Technische Daten
Das einspurige Bauwerk ist 88,9 m hoch und 210 m lang. Es besteht aus einem nur 3,7 m breiten Hauptbogen mit einer lichten Weite von 55 m sowie westlich zwei und östlich vier Nebenbögen à 20 m. Es ist damit die höchste Brücke der RhB und nach dem Sitterviadukt die zweithöchste Eisenbahnbrücke der Schweiz. Ausserdem ist sie nach dem Langwieser Viadukt die zweitlängste Brücke – und die längste Steinbogenbrücke – der RhB.
Mit 35 ‰ Steigung beträgt die Höhendifferenz auf 200 m Länge beträchtliche 7 m.
Eine Besonderheit dieser Brücke ist, dass der westliche Brückenteil nicht gerade verläuft, sondern die beiden Nebenbögen versetzt stehen, so dass das Gleisbett eine Kurve aufweist.

## Bilder

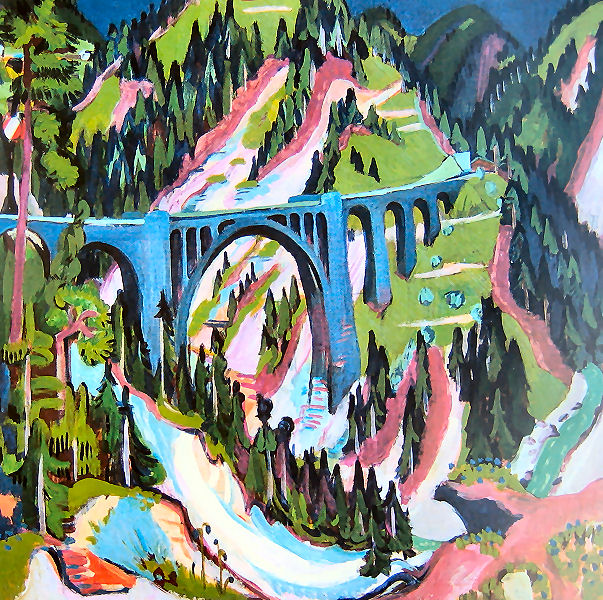
Die Brücke bei Wiesen (1926)
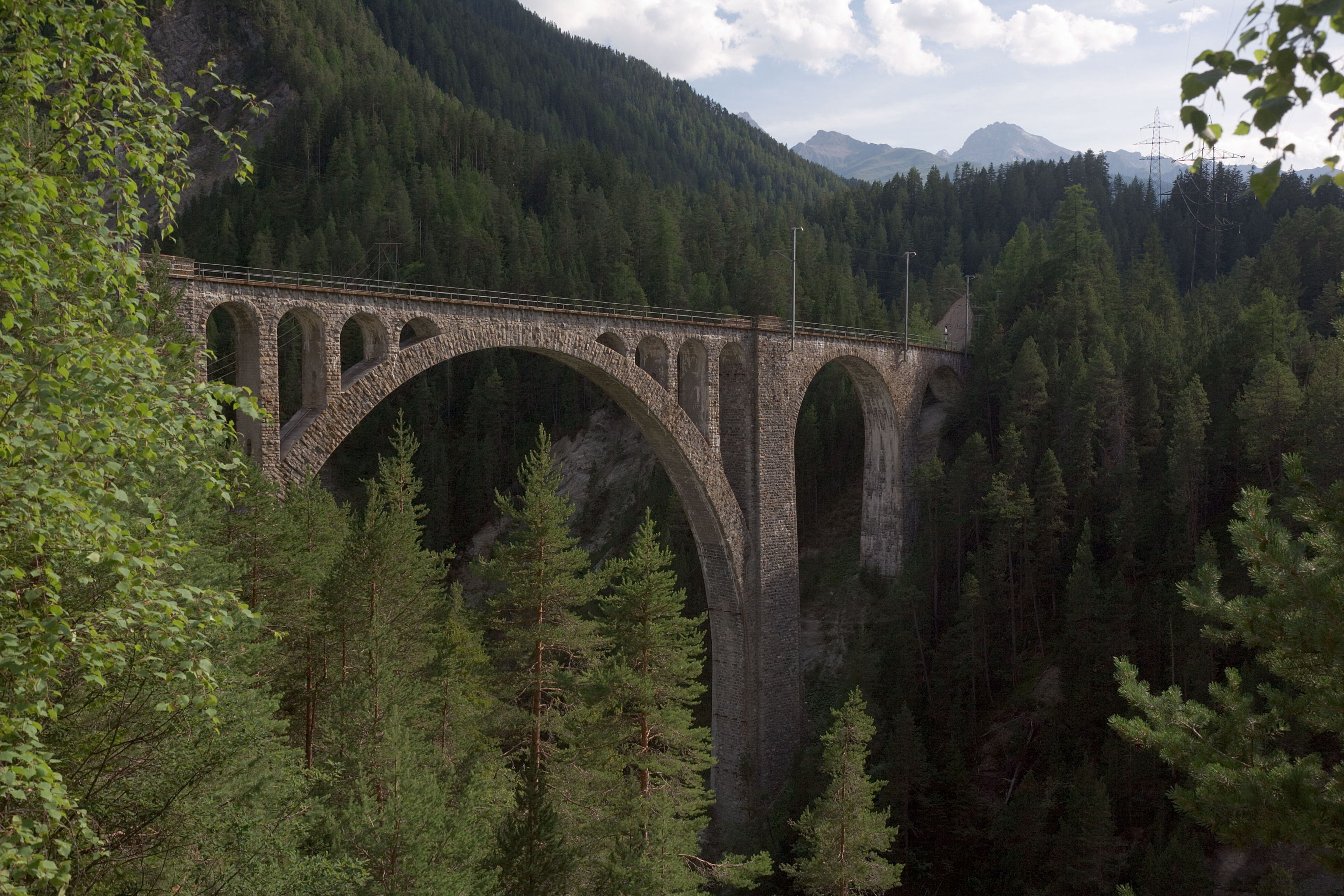
Viadukt von Norden
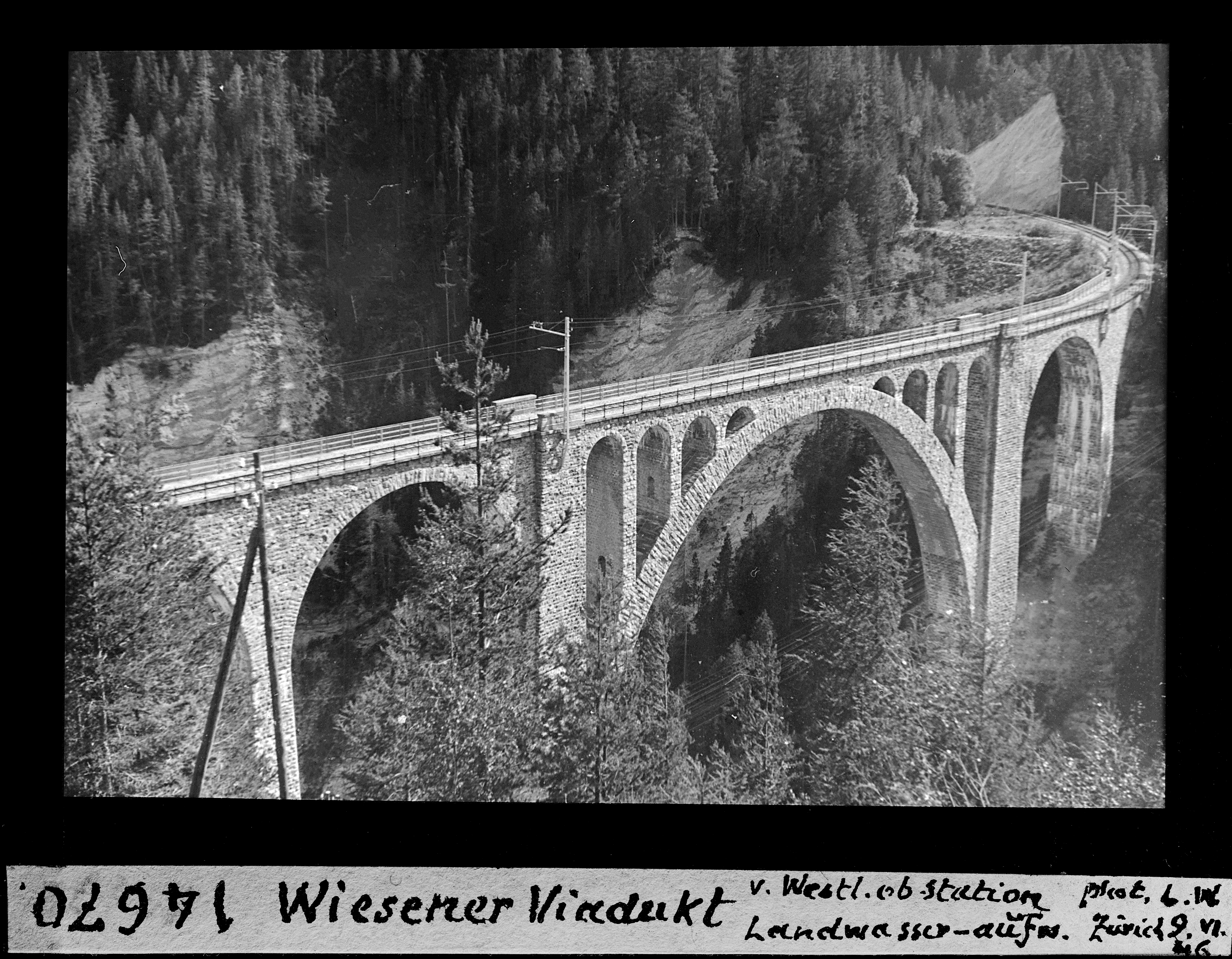
Historische Aufnahme von Leo Wehrli von 1946
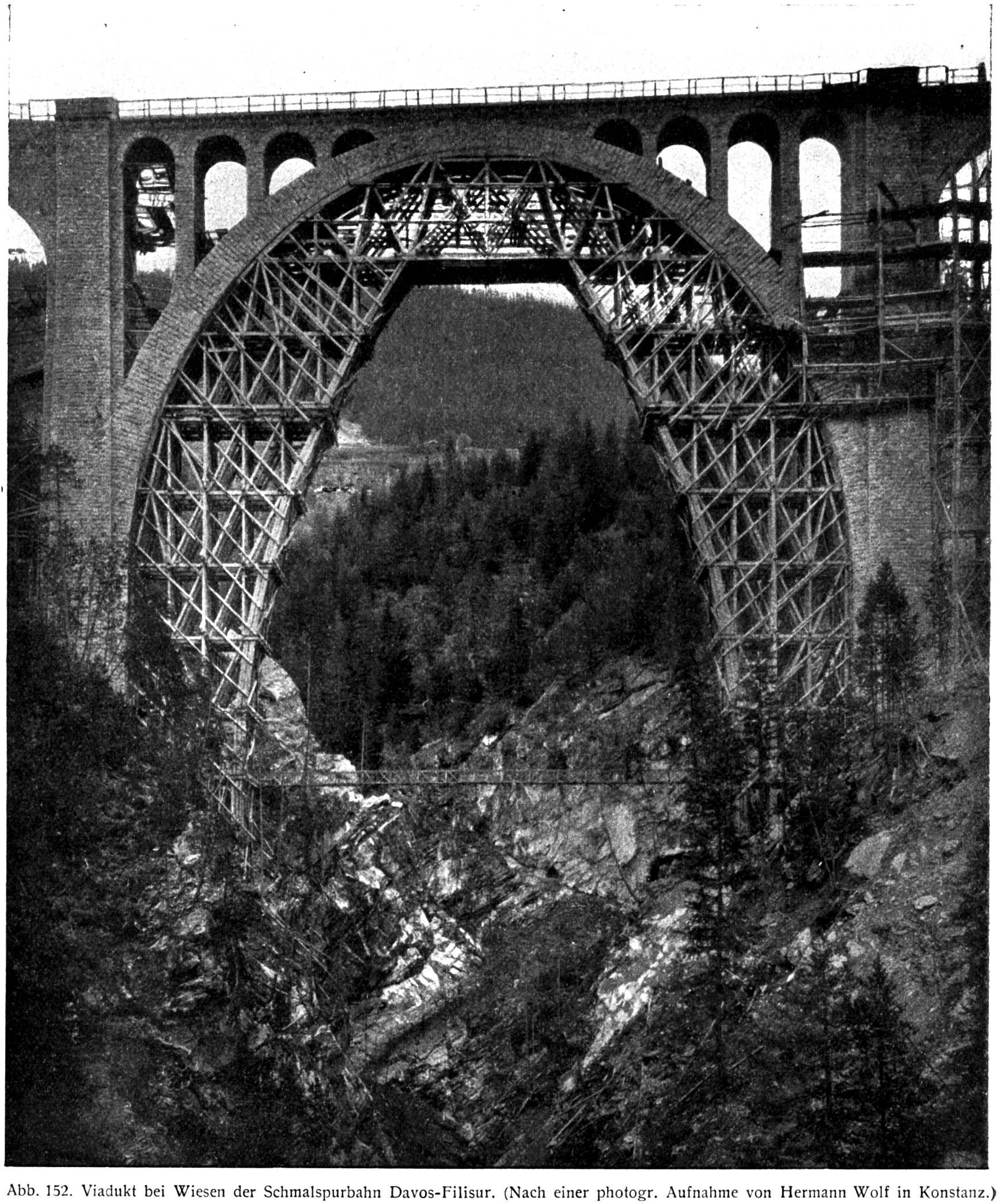
Errichtung des Wiesener Viadukts